# Europees kampioenschap voetbal mannen onder 19 - 2017 (kwalificatie)
De kwalificatie voor het Europees kampioenschap voetbal voor mannen onder 19 jaar van 2017 werd gespeeld tussen 4 oktober 2016 en 28 maart 2017. Er zouden in totaal 7 landen kwalificeren voor het eindtoernooi dat in juli 2017 heeft plaatsgevonden in Georgië. Spelers die geboren zijn na 1 januari 1998 mochten deelnemen. Georgië hoefde geen kwalificatiewedstrijden te spelen, dit land was als gastland automatisch gekwalificeerd. In totaal deden er 53 landen van de UEFA mee.

## Gekwalificeerde landen
| # | Land      | Gekwalificeerd als          | Eerdere deelnames                              |
| - | --------- | --------------------------- | ---------------------------------------------- |
| 1 | Georgië   | Gastland                    | 2013                                           |
| 2 | Nederland | Eliteronde: Winnaar groep 1 | 2010, 2013, 2015 en 2016                       |
| 3 | Duitsland | Eliteronde: Winnaar groep 2 | 2002, 2004, 2005, 2007, 2008, 2014, 2015, 2016 |
| 4 | Engeland  | Eliteronde: Winnaar groep 3 | 2002, 2003, 2005, 2008, 2009, 2010, 2012, 2016 |
| 5 | Portugal  | Eliteronde: Winnaar groep 4 | 2003, 2006, 2007, 2010, 2012, 2013, 2014, 2016 |
| 6 | Bulgarije | Eliteronde: Winnaar groep 5 | 2008, 2014                                     |
| 7 | Tsjechië  | Eliteronde: Winnaar groep 6 | 2002, 2003, 2006, 2008, 2011                   |
| 8 | Zweden    | Eliteronde: Winnaar groep 7 | Debuut                                         |

Vetgedrukt betekent dat dit land kampioen werd in dat jaar.

## Loting kwalificatieronde
De loting voor de kwalificatieronde werd gehouden op 3 december 2015 om 10:00 in het UEFA-hoofdkantoor in Nyon, Zwitserland. Bij de loting werd rekening gehouden met de eerdere resultaten van de landen. Zo werd het coëfficiënt berekend met de resultaten van de kwalificatietoernooien van het Europees Kampioenschap voetbal onder 19 van 2013, 2014 en 2015. Georgië deed niet mee, omdat dit land als gastland al gekwalificeerd was. Spanje was als hoogste gerankt en daarom al zeker van een plek in de eliteronde. De overige landen startten in de kwalificatieronde. Uit iedere pot werd 1 land in een groep gezet. Om politieke redenen mochten Azerbeidzjan en Armenië en Oekraïne en Rusland niet bij elkaar in de groep terecht komen.
| Team    | Coëfficiënt | Ranking |
| ------- | ----------- | ------- |
| Georgië | 7.833       | —       |

| Team   | Coëfficiënt | Ranking |
| ------ | ----------- | ------- |
| Spanje | 13.667      | 1       |

| Team                  | Coëfficiënt | Ranking |
| --------------------- | ----------- | ------- |
| Portugal              | 11.167      | 2       |
| Servië                | 10.667      | 3       |
| Oostenrijk            | 9.833       | 4       |
| Duitsland             | 9.500       | 5       |
| Rusland               | 9.000       | 6       |
| Turkije               | 9.000       | 7       |
| Oekraïne              | 8.833       | 8       |
| Frankrijk             | 8.833       | 9       |
| Nederland             | 8.500       | 10      |
| Engeland              | 8.167       | 11      |
| Denemarken            | 7.000       | 12      |
| Griekenland           | 6.667       | 13      |
| Tsjechië              | 6.667       | 14      |
| België                | 6.333       | 15      |
| Ierland               | 6.167       | 16      |
| Noorwegen             | 6.000       | 17      |
| Zweden                | 6.000       | 18      |
| Italië                | 5.833       | 19      |
| Kroatië               | 5.833       | 20      |
| Slowakije             | 5.667       | 21      |
| Schotland             | 5.500       | 22      |
| Zwitserland           | 5.500       | 23      |
| Israël                | 5.500       | 24      |
| Montenegro            | 5.333       | 25      |
| Noord-Macedonië       | 4.333       | 26      |
| Bosnië en Herzegovina | 4.167       | 27      |

| Team          | Coëfficiënt | Ranking |
| ------------- | ----------- | ------- |
| Bulgarije     | 4.167       | 28      |
| Polen         | 3.833       | 29      |
| Cyprus        | 3.833       | 30      |
| Wales         | 3.833       | 31      |
| Hongarije     | 3.667       | 32      |
| Litouwen      | 3.333       | 33      |
| Roemenië      | 3.167       | 34      |
| Estland       | 2.667       | 35      |
| Noord-Ierland | 2.667       | 36      |
| IJsland       | 2.500       | 37      |
| Letland       | 2.333       | 38      |
| Armenië       | 2.333       | 39      |
| Malta         | 2.333       | 40      |
| Slovenië      | 2.333       | 41      |
| Finland       | 2.000       | 42      |
| Azerbeidzjan  | 1.833       | 43      |
| Wit-Rusland   | 1.667       | 44      |
| Albanië       | 1.667       | 45      |
| Moldavië      | 1.333       | 46      |
| Luxemburg     | 1.333       | 47      |
| Kazachstan    | 0.333       | 48      |
| Andorra       | 0.000       | 49      |
| San Marino    | 0.000       | 50      |
| Faeröer       | 0.000       | 51      |
| Gibraltar     | 0.000       | 52      |
| Liechtenstein | 0.000       | 53      |

Vetgedrukt betekent dat dit land zich heeft gekwalificeerd voor het hoofdtoernooi.

## Kwalificatieronde

### Groep 1
De wedstrijden werden gespeeld tussen 6 oktober en 1 oktober in België.
| Pos | Team       | Wed | W | G | V | Ptn | DV | DT | +/− | Kwalificatie              |   | BEL | FIN | RUS | KAZ |
| --- | ---------- | --- | - | - | - | --- | -- | -- | --- | ------------------------- | - | --- | --- | --- | --- |
| 1   | België     | 3   | 1 | 2 | 0 | 5   | 9  | 4  | +5  | Geplaatst voor eliteronde |   | —   | 2–2 | 2–2 | 5–0 |
| 2   | Finland    | 3   | 1 | 2 | 0 | 5   | 9  | 3  | +6  | Geplaatst voor eliteronde |   | —   | —   | 1–1 | 6–0 |
| 3   | Rusland    | 3   | 1 | 2 | 0 | 5   | 8  | 3  | +5  |                           |   | —   | —   | —   | 5–0 |
| 4   | Kazachstan | 3   | 0 | 0 | 3 | 0   | 0  | 16 | −16 |                           | — | —   | —   | —   |     |

### Groep 2
De wedstrijden werden gespeeld tussen 6 oktober en 11 oktober in Nederland.
| Pos | Team       | Wed | W | G | V | Ptn | DV | DT | +/− | Kwalificatie              |   | NED | NOR | ROM | SMR |
| --- | ---------- | --- | - | - | - | --- | -- | -- | --- | ------------------------- | - | --- | --- | --- | --- |
| 1   | Nederland  | 3   | 3 | 0 | 0 | 9   | 7  | 1  | +6  | Geplaatst voor eliteronde |   | —   | 1–0 | 2–1 | 4–0 |
| 2   | Noorwegen  | 3   | 2 | 0 | 1 | 6   | 12 | 2  | +10 | Geplaatst voor eliteronde |   | —   | —   | 3–1 | 9–0 |
| 3   | Roemenië   | 3   | 1 | 0 | 2 | 3   | 8  | 5  | +3  |                           |   | —   | —   | —   | 6–0 |
| 4   | San Marino | 3   | 0 | 0 | 3 | 0   | 0  | 19 | −19 |                           | — | —   | —   | —   |     |

### Groep 3
De wedstrijden werden gespeeld tussen 25 oktober en 30 oktober in Andorra.
| Pos | Team          | Wed | W | G | V | Ptn | DV | DT | +/− | Kwalificatie              |   | ISR | SCO | AND | LIE |
| --- | ------------- | --- | - | - | - | --- | -- | -- | --- | ------------------------- | - | --- | --- | --- | --- |
| 1   | Israël        | 3   | 3 | 0 | 0 | 9   | 9  | 2  | +7  | Geplaatst voor eliteronde |   | —   | 1–0 | 3–2 | 5–0 |
| 2   | Schotland     | 3   | 2 | 0 | 1 | 6   | 2  | 1  | +1  | Geplaatst voor eliteronde |   | —   | —   | 1–0 | 1–0 |
| 3   | Andorra       | 3   | 1 | 0 | 2 | 3   | 6  | 6  | 0   |                           |   | —   | —   | —   | 4–2 |
| 4   | Liechtenstein | 3   | 0 | 0 | 3 | 0   | 2  | 10 | −8  |                           | — | —   | —   | —   |     |

### Groep 4
De wedstrijden werden gespeeld tussen 6 oktober en 11 oktober in Albanië.
| Pos | Team      | Wed | W | G | V | Ptn | DV | DT | +/− | Kwalificatie              |   | GER | IRL | ALB | GIB |
| --- | --------- | --- | - | - | - | --- | -- | -- | --- | ------------------------- | - | --- | --- | --- | --- |
| 1   | Duitsland | 3   | 3 | 0 | 0 | 9   | 12 | 2  | +10 | Geplaatst voor eliteronde |   | —   | 4–0 | 3–2 | 5–0 |
| 2   | Ierland   | 3   | 2 | 0 | 1 | 6   | 6  | 4  | +2  | Geplaatst voor eliteronde |   | —   | —   | 1–0 | 5–0 |
| 3   | Albanië   | 3   | 1 | 0 | 2 | 3   | 3  | 4  | −1  |                           |   | —   | —   | —   | 1–0 |
| 4   | Gibraltar | 3   | 0 | 0 | 3 | 0   | 0  | 11 | −11 |                           | — | —   | —   | —   |     |

### Groep 5
De wedstrijden werden gespeeld tussen 4 oktober en 9 oktober in Litouwen.
| Pos | Team                  | Wed | W | G | V | Ptn | DV | DT | +/− | Kwalificatie              |   | AUT | BIH | AZE | LIT |
| --- | --------------------- | --- | - | - | - | --- | -- | -- | --- | ------------------------- | - | --- | --- | --- | --- |
| 1   | Oostenrijk            | 3   | 3 | 0 | 0 | 9   | 10 | 4  | +6  | Geplaatst voor eliteronde |   | —   | 3–1 | 4–1 | 3–2 |
| 2   | Bosnië en Herzegovina | 3   | 2 | 0 | 1 | 6   | 6  | 4  | +2  | Geplaatst voor eliteronde |   | —   | —   | 2–1 | 3–0 |
| 3   | Azerbeidzjan          | 3   | 1 | 0 | 2 | 3   | 4  | 6  | −2  |                           |   | —   | —   | —   | 2–0 |
| 4   | Litouwen              | 3   | 0 | 0 | 3 | 0   | 2  | 8  | −6  |                           | — | —   | —   | —   |     |

### Groep 6
De wedstrijden werden gespeeld tussen 10 november en 15 november in Wales.
| Pos | Team        | Wed | W | G | V | Ptn | DV | DT | +/− | Kwalificatie              |   | ENG | GRE | WAL | LUX |
| --- | ----------- | --- | - | - | - | --- | -- | -- | --- | ------------------------- | - | --- | --- | --- | --- |
| 1   | Engeland    | 3   | 2 | 0 | 1 | 6   | 6  | 3  | +3  | Geplaatst voor eliteronde |   | —   | 2–0 | 2–3 | 2–0 |
| 2   | Griekenland | 3   | 2 | 0 | 1 | 6   | 7  | 2  | +5  | Geplaatst voor eliteronde |   | —   | —   | 2–0 | 5–0 |
| 3   | Wales       | 3   | 2 | 0 | 1 | 6   | 9  | 6  | +3  |                           |   | —   | —   | —   | 6–2 |
| 4   | Luxemburg   | 3   | 0 | 0 | 3 | 0   | 2  | 13 | −11 |                           | — | —   | —   | —   |     |

### Groep 7
De wedstrijden werden gespeeld tussen 10 november en 15 november in Armenië.
| Pos | Team        | Wed | W | G | V | Ptn | DV | DT | +/− | Kwalificatie              |   | ITA | HUN | SUI | ARM |
| --- | ----------- | --- | - | - | - | --- | -- | -- | --- | ------------------------- | - | --- | --- | --- | --- |
| 1   | Italië      | 3   | 2 | 1 | 0 | 7   | 4  | 2  | +2  | Geplaatst voor eliteronde |   | —   | 1–0 | 1–1 | 2–1 |
| 2   | Hongarije   | 3   | 2 | 0 | 1 | 6   | 6  | 2  | +4  | Geplaatst voor eliteronde |   | —   | —   | 2–1 | 4–0 |
| 3   | Zwitserland | 3   | 1 | 1 | 1 | 4   | 6  | 3  | +3  |                           |   | —   | —   | —   | 4–0 |
| 4   | Armenië     | 3   | 0 | 0 | 3 | 0   | 1  | 10 | −9  |                           | — | —   | —   | —   |     |

### Groep 8
De wedstrijden werden gespeeld tussen 10 november en 15 november in Bulgarije.
| Pos | Team        | Wed | W | G | V | Ptn | DV | DT | +/− | Kwalificatie              |  | BUL | POR | BLR | DEN |
| --- | ----------- | --- | - | - | - | --- | -- | -- | --- | ------------------------- |  | --- | --- | --- | --- |
| 1   | Bulgarije   | 3   | 2 | 0 | 1 | 6   | 4  | 2  | +2  | Geplaatst voor eliteronde |  | —   | 1–0 | 0–1 | 3–1 |
| 2   | Portugal    | 3   | 1 | 1 | 1 | 4   | 3  | 3  | 0   | Geplaatst voor eliteronde |  | —   | —   | 1–1 | 2–1 |
| 3   | Wit-Rusland | 3   | 1 | 1 | 1 | 4   | 2  | 6  | −4  | Geplaatst voor eliteronde |  | —   | —   | —   | 0–5 |
| 4   | Denemarken  | 3   | 1 | 0 | 2 | 3   | 7  | 5  | +2  |                           |  | —   | —   | —   | —   |

### Groep 9
De wedstrijden werden gespeeld tussen 6 oktober en 11 oktober in Tsjechië.
| Pos | Team      | Wed | W | G | V | Ptn | DV | DT | +/− | Kwalificatie              |   | FRA | CZE | SLO | EST |
| --- | --------- | --- | - | - | - | --- | -- | -- | --- | ------------------------- | - | --- | --- | --- | --- |
| 1   | Frankrijk | 3   | 2 | 1 | 0 | 7   | 7  | 1  | +6  | Geplaatst voor eliteronde |   | —   | 2–0 | 1–1 | 4–0 |
| 2   | Tsjechië  | 3   | 2 | 0 | 1 | 6   | 7  | 3  | +4  | Geplaatst voor eliteronde |   | —   | —   | 2–1 | 5–0 |
| 3   | Slovenië  | 3   | 1 | 1 | 1 | 4   | 7  | 3  | +4  |                           |   | —   | —   | —   | 5–0 |
| 4   | Estland   | 3   | 0 | 0 | 3 | 0   | 0  | 14 | −14 |                           | — | —   | —   | —   |     |

### Groep 10
De wedstrijden werden gespeeld tussen 9 november en 14 november in Servië.
| Pos | Team     | Wed | W | G | V | Ptn | DV | DT | +/− | Kwalificatie              |   | SWE | SRB | MLT | MDV |
| --- | -------- | --- | - | - | - | --- | -- | -- | --- | ------------------------- | - | --- | --- | --- | --- |
| 1   | Zweden   | 3   | 3 | 0 | 0 | 9   | 8  | 2  | +6  | Geplaatst voor eliteronde |   | —   | 3–2 | 4–0 | 1–0 |
| 2   | Servië   | 3   | 2 | 0 | 1 | 6   | 5  | 3  | +2  | Geplaatst voor eliteronde |   | —   | —   | 1–0 | 2–0 |
| 3   | Malta    | 3   | 1 | 0 | 2 | 3   | 1  | 5  | −4  |                           |   | —   | —   | —   | 1–9 |
| 4   | Moldavië | 3   | 0 | 0 | 3 | 0   | 0  | 4  | −4  |                           | — | —   | —   | —   |     |

### Groep 11
De wedstrijden werden gespeeld tussen 6 oktober en 11 oktober in Polen.
| Pos | Team            | Wed | W | G | V | Ptn | DV | DT | +/− | Kwalificatie              |   | SVK | POL | NIR | MKD |
| --- | --------------- | --- | - | - | - | --- | -- | -- | --- | ------------------------- | - | --- | --- | --- | --- |
| 1   | Slowakije       | 3   | 3 | 0 | 0 | 9   | 4  | 0  | +4  | Geplaatst voor eliteronde |   | —   | 1–0 | 1–0 | 2–0 |
| 2   | Polen           | 3   | 2 | 0 | 1 | 6   | 7  | 1  | +6  | Geplaatst voor eliteronde |   | —   | —   | 3–0 | 4–0 |
| 3   | Noord-Ierland   | 3   | 1 | 0 | 2 | 3   | 2  | 5  | −3  |                           |   | —   | —   | —   | 2–1 |
| 4   | Noord-Macedonië | 3   | 0 | 0 | 3 | 0   | 1  | 8  | −7  |                           | — | —   | —   | —   |     |

### Groep 12
De wedstrijden werden gespeeld tussen 9 november en 14 november in Montenegro.
| Pos | Team       | Wed | W | G | V | Ptn | DV | DT | +/− | Kwalificatie              |   | CRO | CYP | FRO | MNE |
| --- | ---------- | --- | - | - | - | --- | -- | -- | --- | ------------------------- | - | --- | --- | --- | --- |
| 1   | Kroatië    | 3   | 3 | 0 | 0 | 9   | 11 | 1  | +10 | Geplaatst voor eliteronde |   | —   | 4–0 | 5–0 | 2–1 |
| 2   | Cyprus     | 3   | 2 | 0 | 1 | 6   | 2  | 4  | −2  | Geplaatst voor eliteronde |   | —   | —   | 1–0 | 1–0 |
| 3   | Faeröer    | 3   | 1 | 0 | 2 | 3   | 2  | 7  | −5  |                           |   | —   | —   | —   | 2–1 |
| 4   | Montenegro | 3   | 0 | 0 | 3 | 0   | 2  | 5  | −3  |                           | — | —   | —   | —   |     |

### Groep 13
De wedstrijden werden gespeeld tussen 6 oktober en 11 oktober in Oekraïne.
| Pos | Team     | Wed | W | G | V | Ptn | DV | DT | +/− | Kwalificatie              |   | TUR | UKR | ISL | LAT |
| --- | -------- | --- | - | - | - | --- | -- | -- | --- | ------------------------- | - | --- | --- | --- | --- |
| 1   | Turkije  | 3   | 2 | 1 | 0 | 7   | 7  | 4  | +3  | Geplaatst voor eliteronde |   | —   | 3–1 | 2–1 | 2–2 |
| 2   | Oekraïne | 3   | 2 | 0 | 1 | 6   | 6  | 3  | +3  | Geplaatst voor eliteronde |   | —   | —   | 2–0 | 3–0 |
| 3   | IJsland  | 3   | 1 | 0 | 2 | 3   | 3  | 4  | −1  |                           |   | —   | —   | —   | 0–2 |
| 4   | Letland  | 3   | 0 | 1 | 2 | 1   | 2  | 7  | −5  |                           | — | —   | —   | —   |     |

### Rangschikking derde plekken
Een van de landen die derde eindigde in de kwalificatieronde mocht deelnemen aan de eliteronde. Daarbij werd een rangschikking gemaakt om te bepalen om welk land dit ging. Als eerste werd gekeken naar het totaal aantal punten dat het land had verdiend in de kwalificatieronde. Omdat Wit-Rusland als enige land 4 punten had, kwamen zijn bovenaan de rangschikking terecht.
| Pos | Team          | Wed | W | G | V | Ptn | DV | DT | +/− | Kwalificatie |
| --- | ------------- | --- | - | - | - | --- | -- | -- | --- | ------------ |
| 1   | Wit-Rusland   | 2   | 1 | 1 | 0 | 4   | 2  | 1  | +1  | eliteronde   |
| 2   | Wales         | 2   | 1 | 0 | 1 | 3   | 3  | 4  | −1  |              |
| 3   | Rusland       | 2   | 0 | 2 | 0 | 2   | 3  | 3  | 0   |              |
| 4   | Zwitserland   | 2   | 0 | 1 | 1 | 1   | 2  | 3  | −1  |              |
| 5   | Slowakije     | 2   | 0 | 1 | 1 | 1   | 2  | 3  | −1  |              |
| 6   | Albanië       | 2   | 0 | 0 | 2 | 0   | 2  | 4  | −2  |              |
| 7   | Andorra       | 2   | 0 | 0 | 2 | 0   | 2  | 4  | −2  |              |
| 8   | Roemenië      | 2   | 0 | 0 | 2 | 0   | 2  | 5  | −3  |              |
| 9   | IJsland       | 2   | 0 | 0 | 2 | 0   | 1  | 4  | −3  |              |
| 10  | Azerbeidzjan  | 2   | 0 | 0 | 2 | 0   | 2  | 6  | −4  |              |
| 11  | Noord-Ierland | 2   | 0 | 0 | 2 | 0   | 0  | 4  | −4  |              |
| 12  | Malta         | 2   | 0 | 0 | 2 | 0   | 0  | 5  | −5  |              |
| 13  | Faeröer       | 2   | 0 | 0 | 2 | 0   | 0  | 6  | −6  |              |

1. 1 2  Er is hier gekeken naar de disciplinaire punten.
2. 1 2  Er is hier gekeken naar de disciplinaire punten.

## Loting eliteronde
De loting voor de eliteronde werd gehouden op 13 december 2016 om 11:00 in het UEFA-hoofdkwartier in Nyon, Zwitserland. De teams werden verdeeld op basis van de resultaten in de kwalificatieronde. Spanje, dat land was automatisch gekwalificeerd voor deze ronde, werd in Pot 1 gezet. Bij de loting werd uit iedere pot 1 land getrokken en die werden bij elkaar in een groep gezet. Landen die in de kwalificatieronde al tegen elkaar hadden gespeeld konden niet nog een keer tegen elkaar loten.
| Pos | Team                  | Wed | W | G | V | Ptn | DV | DT | +/− | Seeding |
| --- | --------------------- | --- | - | - | - | --- | -- | -- | --- | ------- |
| 1   | Spanje                | 0   | 0 | 0 | 0 | 0   | 0  | 0  | 0   | Pot A   |
| 2   | Duitsland             | 3   | 3 | 0 | 0 | 9   | 12 | 2  | +10 | Pot A   |
| 3   | Kroatië               | 3   | 3 | 0 | 0 | 9   | 11 | 1  | +10 | Pot A   |
| 4   | Israël                | 3   | 3 | 0 | 0 | 9   | 9  | 2  | +7  | Pot A   |
| 5   | Oostenrijk            | 3   | 3 | 0 | 0 | 9   | 10 | 4  | +6  | Pot A   |
| 6   | Zweden                | 3   | 3 | 0 | 0 | 9   | 8  | 2  | +6  | Pot A   |
| 7   | Nederland             | 3   | 3 | 0 | 0 | 9   | 7  | 1  | +6  | Pot A   |
| 8   | Slowakije             | 3   | 3 | 0 | 0 | 9   | 4  | 0  | +4  | Pot B   |
| 9   | Frankrijk             | 3   | 2 | 1 | 0 | 7   | 7  | 1  | +6  | Pot B   |
| 10  | Turkije               | 3   | 2 | 1 | 0 | 7   | 7  | 4  | +3  | Pot B   |
| 11  | Italië                | 3   | 2 | 1 | 0 | 7   | 4  | 2  | +2  | Pot B   |
| 12  | Noorwegen             | 3   | 2 | 0 | 1 | 6   | 12 | 2  | +10 | Pot B   |
| 13  | Griekenland           | 3   | 2 | 0 | 1 | 6   | 7  | 2  | +5  | Pot B   |
| 14  | Tsjechië              | 3   | 2 | 0 | 1 | 6   | 7  | 3  | +4  | Pot B   |
| 15  | Hongarije             | 3   | 2 | 0 | 1 | 6   | 6  | 2  | +4  | Pot C   |
| 16  | Polen                 | 3   | 2 | 0 | 1 | 6   | 5  | 1  | +4  | Pot C   |
| 17  | Engeland              | 3   | 2 | 0 | 1 | 6   | 6  | 3  | +3  | Pot C   |
| 18  | Oekraïne              | 3   | 2 | 0 | 1 | 6   | 6  | 3  | +3  | Pot C   |
| 19  | Bosnië en Herzegovina | 3   | 2 | 0 | 1 | 6   | 6  | 4  | +2  | Pot C   |
| 20  | Ierland               | 3   | 2 | 0 | 1 | 6   | 6  | 4  | +2  | Pot C   |
| 21  | Servië                | 3   | 2 | 0 | 1 | 6   | 5  | 3  | +2  | Pot C   |
| 22  | Bulgarije             | 3   | 2 | 0 | 1 | 6   | 4  | 2  | +2  | Pot D   |
| 23  | Schotland             | 3   | 2 | 0 | 1 | 6   | 2  | 1  | +1  | Pot D   |
| 24  | Cyprus                | 3   | 2 | 0 | 1 | 6   | 2  | 4  | −2  | Pot D   |
| 25  | Finland               | 3   | 1 | 2 | 0 | 5   | 9  | 3  | +6  | Pot D   |
| 26  | België                | 3   | 1 | 2 | 0 | 5   | 9  | 4  | +5  | Pot D   |
| 27  | Portugal              | 3   | 1 | 1 | 1 | 4   | 3  | 3  | 0   | Pot D   |
| 28  | Wit-Rusland           | 3   | 1 | 1 | 1 | 4   | 2  | 6  | −4  | Pot D   |

1. ↑  Polen won met 1−0 van Noord-Ierland, maar kreeg een 3−0 overwinning toegekend. Voor de ranking geldt echter de 1−0.
2. 1 2  Disciplinaire punten.
3. 1 2  Disciplinaire punten.

## Eliteronde

### Groep 1
De wedstrijden werden gespeeld tussen 23 maart en 28 maart in Nederland.
| Pos | Team        | Wed | W | G | V | Ptn | DV | DT | +/− | Kwalificatie                     |   | NED | GRE | FIN | UKR |
| --- | ----------- | --- | - | - | - | --- | -- | -- | --- | -------------------------------- | - | --- | --- | --- | --- |
| 1   | Nederland   | 3   | 2 | 1 | 0 | 7   | 3  | 0  | +3  | Geplaatst voor het hoofdtoernooi |   | —   | 0–0 | 1–0 | 2–0 |
| 2   | Griekenland | 3   | 1 | 1 | 1 | 4   | 4  | 3  | +1  |                                  |   | —   | —   | 4–1 | 2–0 |
| 3   | Finland     | 3   | 1 | 0 | 2 | 3   | 3  | 6  | −3  |                                  | — | —   | —   | 2–1 |     |
| 4   | Oekraïne    | 3   | 1 | 0 | 2 | 3   | 3  | 4  | −1  |                                  | — | —   | —   | —   |     |

### Groep 2
De wedstrijden werden gespeeld tussen 23 maart en 28 maart in Duitsland.
| Pos | Team      | Wed | W | G | V | Ptn | DV | DT | +/− | Kwalificatie                     |   | GER | SRB | SVK | CYP |
| --- | --------- | --- | - | - | - | --- | -- | -- | --- | -------------------------------- | - | --- | --- | --- | --- |
| 1   | Duitsland | 3   | 3 | 0 | 0 | 9   | 8  | 1  | +7  | Geplaatst voor het hoofdtoernooi |   | —   | 2–0 | 4–0 | 2–1 |
| 2   | Servië    | 3   | 1 | 1 | 1 | 4   | 1  | 2  | −1  | Geplaatst voor het hoofdtoernooi |   | —   | —   | 1–0 | 0–0 |
| 3   | Slowakije | 3   | 1 | 0 | 2 | 3   | 5  | 5  | 0   |                                  |   | —   | —   | —   | 5–0 |
| 4   | Cyprus    | 3   | 0 | 1 | 2 | 1   | 1  | 7  | −6  |                                  | — | —   | —   | —   |     |

### Groep 3
De wedstrijden werden gespeeld tussen 22 maart en 27 maart in Engeland.
| Pos | Team        | Wed | W | G | V | Ptn | DV | DT | +/− | Kwalificatie                     |   | ENG | ESP | NOR | BLR |
| --- | ----------- | --- | - | - | - | --- | -- | -- | --- | -------------------------------- | - | --- | --- | --- | --- |
| 1   | Engeland    | 3   | 3 | 0 | 0 | 9   | 11 | 1  | +10 | Geplaatst voor het hoofdtoernooi |   | —   | 3–0 | 3–0 | 5–1 |
| 2   | Spanje      | 3   | 2 | 0 | 1 | 6   | 7  | 3  | +4  |                                  |   | —   | —   | 2–0 | 5–0 |
| 3   | Noorwegen   | 3   | 1 | 0 | 2 | 3   | 2  | 6  | −4  |                                  | — | —   | —   | 2–1 |     |
| 4   | Wit-Rusland | 3   | 0 | 0 | 3 | 0   | 2  | 12 | −10 |                                  | — | —   | —   | —   |     |

### Groep 4
De wedstrijden werden gespeeld tussen 23 maart en 28 maart in Portugal.
| Pos | Team     | Wed | W | G | V | Ptn | DV | DT | +/− | Kwalificatie                     |   | POR | CRO | TUR | POL |
| --- | -------- | --- | - | - | - | --- | -- | -- | --- | -------------------------------- | - | --- | --- | --- | --- |
| 1   | Portugal | 3   | 2 | 0 | 1 | 6   | 6  | 4  | +2  | Geplaatst voor het hoofdtoernooi |   | —   | 2–1 | 1–2 | 3–1 |
| 2   | Kroatië  | 3   | 1 | 1 | 1 | 4   | 3  | 2  | +1  | Geplaatst voor het hoofdtoernooi |   | —   | —   | 0–0 | 2–0 |
| 3   | Turkije  | 3   | 1 | 1 | 1 | 4   | 2  | 2  | 0   |                                  |   | —   | —   | —   | 0–1 |
| 4   | Polen    | 3   | 1 | 0 | 2 | 3   | 2  | 5  | −3  |                                  | — | —   | —   | —   |     |

### Groep 5
De wedstrijden werden gespeeld tussen 22 maart en 27 maart in Frankrijk.
| Pos | Team                  | Wed | W | G | V | Ptn | DV | DT | +/− | Kwalificatie                     |   | BUL | BIH | ISR | FRA |
| --- | --------------------- | --- | - | - | - | --- | -- | -- | --- | -------------------------------- | - | --- | --- | --- | --- |
| 1   | Bulgarije             | 3   | 2 | 1 | 0 | 7   | 6  | 3  | +3  | Geplaatst voor het hoofdtoernooi |   | —   | 3–1 | 1–1 | 2–1 |
| 2   | Bosnië en Herzegovina | 3   | 1 | 1 | 1 | 4   | 4  | 4  | 0   | Geplaatst voor het hoofdtoernooi |   | —   | —   | 1–1 | 2–0 |
| 3   | Israël                | 3   | 0 | 3 | 0 | 3   | 2  | 2  | 0   |                                  |   | —   | —   | —   | 0–0 |
| 4   | Frankrijk             | 3   | 0 | 1 | 2 | 1   | 1  | 4  | −3  |                                  | — | —   | —   | —   |     |

### Groep 6
De wedstrijden werden gespeeld tussen 22 maart en 27 maart in Tsjechië.
| Pos | Team       | Wed | W | G | V | Ptn | DV | DT | +/− | Kwalificatie                     |   | CZE | HUN | AUT | SCO |
| --- | ---------- | --- | - | - | - | --- | -- | -- | --- | -------------------------------- | - | --- | --- | --- | --- |
| 1   | Tsjechië   | 3   | 3 | 0 | 0 | 9   | 6  | 1  | +5  | Geplaatst voor het hoofdtoernooi |   | —   | 2–1 | 3–0 | 1–0 |
| 2   | Hongarije  | 3   | 2 | 0 | 1 | 6   | 6  | 4  | +2  | Geplaatst voor het hoofdtoernooi |   | —   | —   | 3–1 | 2–1 |
| 3   | Oostenrijk | 3   | 1 | 0 | 2 | 3   | 4  | 6  | −2  |                                  |   | —   | —   | —   | 3–0 |
| 4   | Schotland  | 3   | 0 | 0 | 3 | 0   | 1  | 6  | −5  |                                  | — | —   | —   | —   |     |

### Groep 7
De wedstrijden werden gespeeld tussen 23 maart en 28 maart in België.
| Pos | Team    | Wed | W | G | V | Ptn | DV | DT | +/− | Kwalificatie                     |   | SWE | IRL | BEL | ITA |
| --- | ------- | --- | - | - | - | --- | -- | -- | --- | -------------------------------- | - | --- | --- | --- | --- |
| 1   | Zweden  | 3   | 2 | 0 | 1 | 6   | 5  | 2  | +3  | Geplaatst voor het hoofdtoernooi |   | —   | 3–0 | 1–2 | 1–0 |
| 2   | Ierland | 3   | 2 | 0 | 1 | 6   | 3  | 3  | 0   | Geplaatst voor het hoofdtoernooi |   | —   | —   | 1–0 | 2–0 |
| 3   | België  | 3   | 1 | 1 | 1 | 4   | 3  | 3  | 0   |                                  |   | —   | —   | —   | 1–1 |
| 4   | Italië  | 3   | 0 | 1 | 2 | 1   | 1  | 4  | −3  |                                  | — | —   | —   | —   |     |